# Val di Mazara

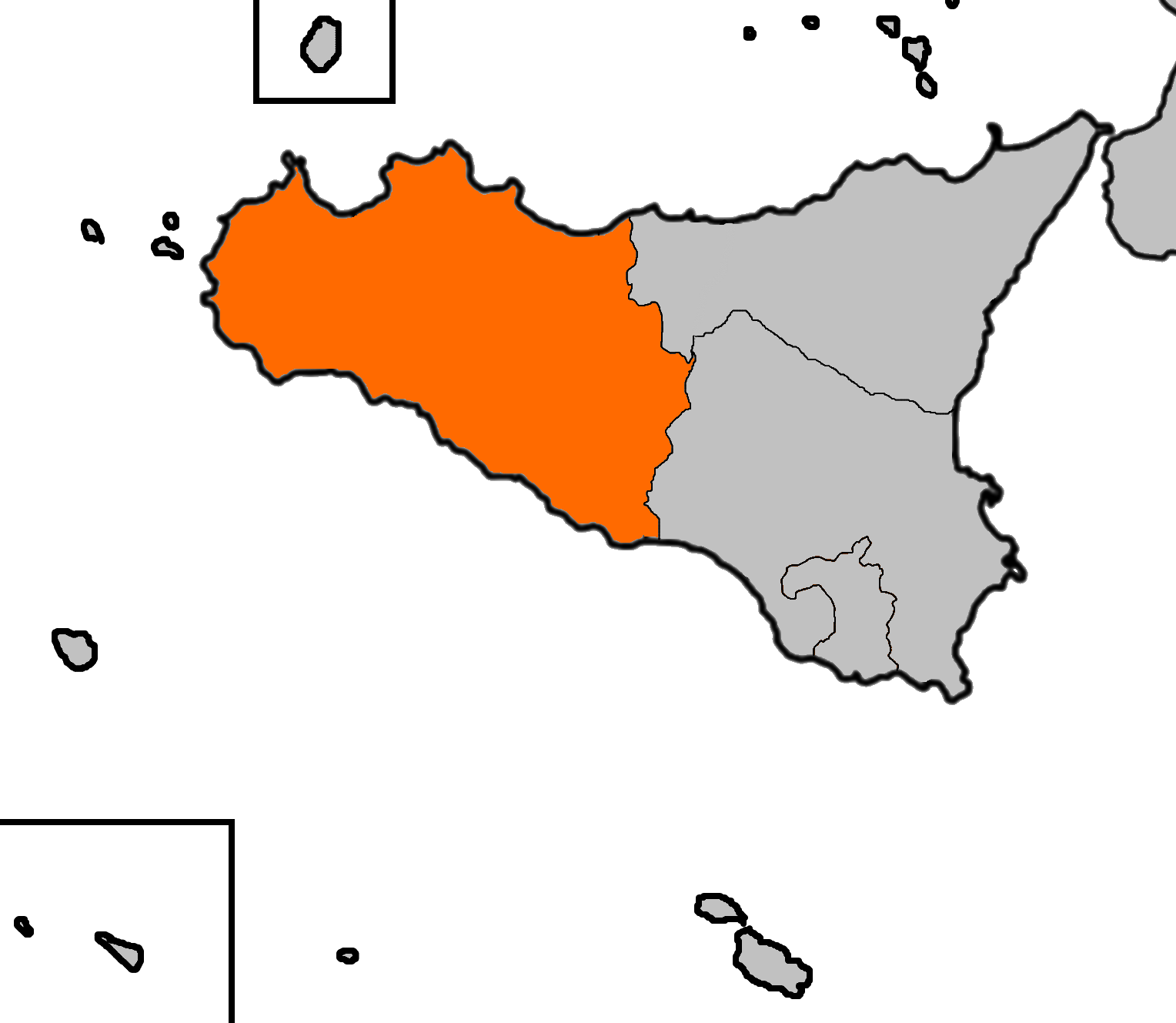
Val di Mazara

Le Val di Mazara était une unité administrative historique de l'ouest de la Sicile depuis l'époque de l'Émirat de Sicile jusqu'en 1812.
Le terme n'est pas issu le mot italien « valle » (vallée), souvent abrégé « Val », mais de « vallo », représentant une unité de gestion du temps lors de l'occupation arabe de la Sicile. La Sicile était divisée en trois unités administratives : Val di Mazara, Val Demone et Val di Noto. Cette division perdura jusqu'en 1812, quand une nouvelle division a été réalisée.

## Description
Le Val di Mazara qui avait une superficie d'environ 11 000 km2 était le plus grand des trois « Valli ». Son territoire englobait toute la partie occidentale de la Sicile délimitée par la ligne formée par les deux rivières Imera settentrionale et Imera méridionale et correspondait au territoire actuels des provinces de Palerme, Trapani et Province d'Agrigente.